# Carl Albrekt Friesenheim

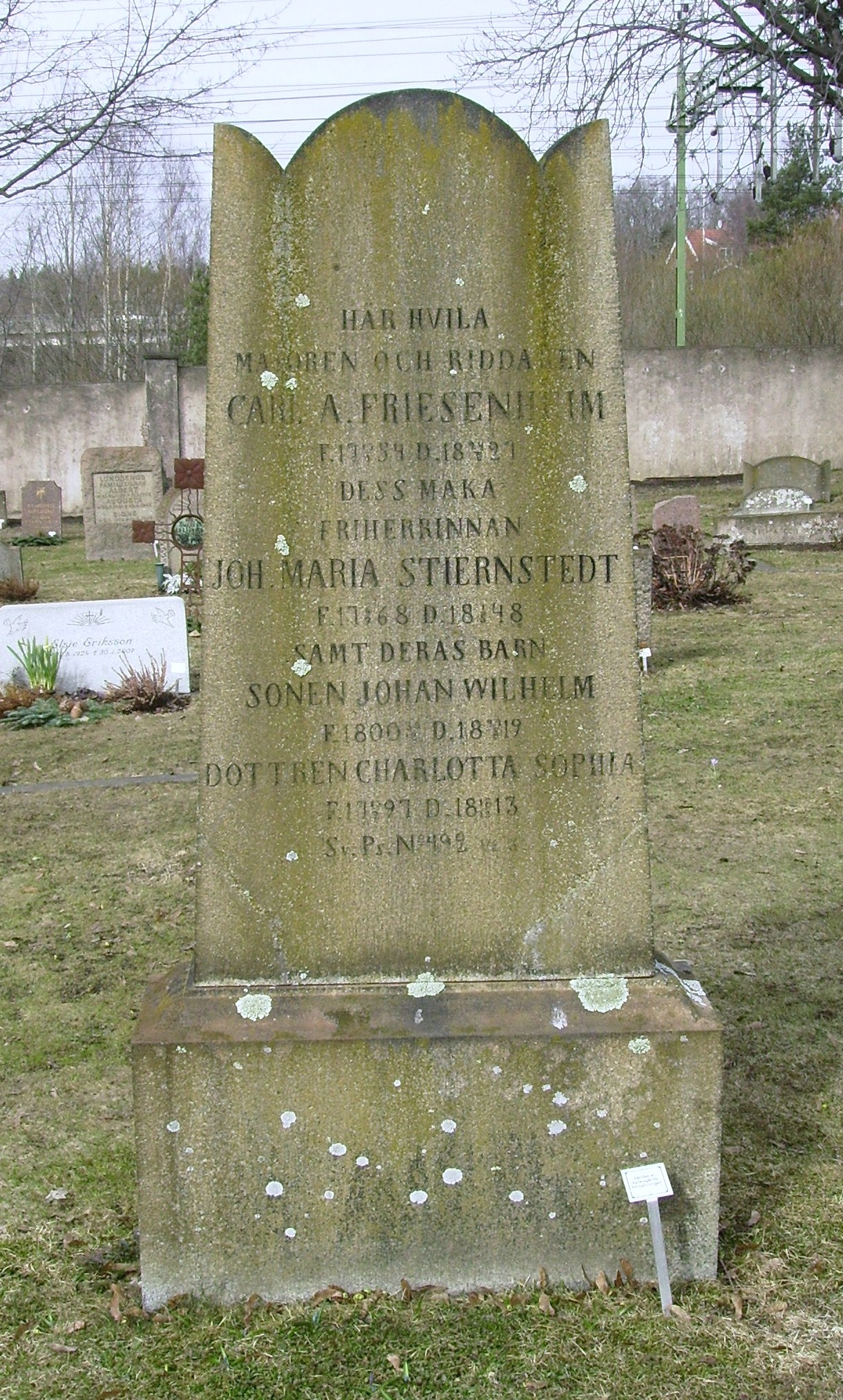
Carl Albrekt Friesenheims gravvård på Huddinge kyrkogård

Carl Albrekt Friesenheim, född 1754, död 27 februari 1827 i på Flemingsbergs gård, Huddinge socken, var en svensk major och adelsman och riksdagsledamot för ridderskapet och adeln vid ståndsriksdagarna 1809/10, 1815 och 1817/18.
Han var ägare till Fullersta och Flemingsbergs gårdar. 
Friesenheim var svärfar till godsägaren och riksdagsmannen Axel Odelberg.